# Bryggeriet Svanholm
Bryggeriet Svanholm var et dansk bryggeri på Frederiksberg. Det blev grundlagt i 1853 af Isaac W. Heyman og dennes far W.P. Heyman. Det var oprindeligt et maskinhørspinderi.
Bryggeriet bryggede primært bajersk øl og lå på Vodroffsvej 13. Bryggeriet indgik i 1891 i De forenede Bryggerier, og derefter ophørte brygningen samme år. 1903 blev stedet afhændet. Bygningerne blev revet ned 1905 i forbindelse med anlæggelsen af Prinsesse Maries Allé.